# Concord (Illinois)
Concord es una villa ubicada en el condado de Morgan en el estado estadounidense de Illinois. En el Censo de 2010 tenía una población de 167 habitantes y una densidad poblacional de 237,93 personas por km².

## Geografía
Concord se encuentra ubicada en las coordenadas 39°48′58″N 90°22′15″O / 39.81611, -90.37083. Según la Oficina del Censo de los Estados Unidos, Concord tiene una superficie total de 0.7 km², de la cual 0.7 km² corresponden a tierra firme y (0%) 0 km² es agua.

## Demografía
Según el censo de 2010, había 167 personas residiendo en Concord. La densidad de población era de 237,93 hab./km². De los 167 habitantes, Concord estaba compuesto por el 100% blancos, el 0% eran afroamericanos, el 0% eran amerindios, el 0% eran asiáticos, el 0% eran isleños del Pacífico, el 0% eran de otras razas y el 0% pertenecían a dos o más razas. Del total de la población el 0% eran hispanos o latinos de cualquier raza.